# Islam Toghaibajew
Islam Uachituly Toghaibajew (kasachisch Ислам Уахитұлы Тоғайбаев, russisch Ислам Уакитович Тогайбаев; * 11. März 1950 in Torghai, Kasachische SSR; † 8. Oktober 2012 in Qaraghandy) war ein kasachischer Politiker.

## Leben
Islam Toghaibajew wurde 1950 im Dorf Torghai im Kreis Schangeldi im ehemaligen Gebiet Torghai (heute Gebiet Qostanai) geboren. Im Jahr 1972 machte er seinen Abschluss am Polytechnischen Institut Karaganda. Er absolvierte außerdem die Akademie der Sozialwissenschaften beim Zentralkomitee der Kommunistischen Partei der Sowjetunion.
Seine berufliche Laufbahn begann er beim Unternehmen Karagan-dapromstroi auf verschiedenen Positionen. Seit 1981 engagierte er sich in der Kommunistischen Partei Kasachstans. Er war verantwortlich für die Industrie- und Transportabteilung des Bezirkskomitees der Kommunistischen Partei in der Stadt Karaganda. Später wurde er Leiter der Abteilung für Bauwesen und Kommunalwirtschaft und anschließend zweiter Sekretär des Parteikomitees in Karaganda. Von Februar 1988 bis 1992 war er Vorsitzender des Exekutivkomitees des Regionalrats der Volksdeputierten von Karaganda. Von 1992 bis 1997 war er Geschäftsführer des Unternehmens Kramds-Ortalyk und von 1997 bis 1999 leitete er die Firma Kargormasch-ITEKS. Später war er Berater des Äkim (Gouverneur) des Gebiets Qaraghandy, Äkim (Bürgermeister) des Stadtbezirks Sowetski (heute Qasybek bi) der Stadt Qaraghandy und stellvertretender Äkim des Gebiets Qaraghandy. Am 27. Mai 2006 wurde er zum Äkim von Qaraghandy ernannt. Im Januar 2010 trat Toghaibajew aus gesundheitlichen Gründen von seinem Amt zurück.
Er starb am 8. Oktober 2012 in Qaraghandy.